# Gemeinsame Glücksspielbehörde der Länder
Die Gemeinsame Glücksspielbehörde der Länder (GGL) ist eine rechtsfähige Anstalt des öffentlichen Rechts mit Sitz in Halle (Saale), die als Aufsichtsbehörde seit dem 1. Januar 2023 den Glücksspielmarkt in Deutschland reguliert, insbesondere das Online-Glücksspiel.

## Rechtsgrundlage
Sie wurde aufgrund von § 27a Glücksspielstaatsvertrag 2021 (GlüStV 2021) am 1. Juli 2021 von den Ländern errichtet und wird von diesen getragen und finanziert.
Seit dem 1. Januar 2023 nimmt sie ihre Aufgaben nach dem GlüStV 2021 vollständig wahr.

## Aufgaben
Die Aufgaben der Gemeinsamen Glücksspielbehörde der Länder ergeben sich aus § 27e GlüStV 2021:
- Die Anstalt wird als Erlaubnis- und Aufsichtsbehörde für länderübergreifende Glücksspielangebote insbesondere im Internet im Rahmen der nach diesem Staatsvertrag festgelegten Zuständigkeiten tätig.
- Sie beobachtet die Entwicklungen des Glücksspielmarktes und der Forschungen im Zusammenhang mit Glücksspielen.
- Sie soll die wissenschaftliche Forschung im Zusammenhang mit Glücksspielen fördern. Die Anstalt kann hierzu Studien und Gutachten in Auftrag geben.
- Sie unterstützt die Länder bei der Zusammenarbeit ihrer Glücksspielaufsichtsbehörden und bei der Zusammenarbeit der Glücksspielaufsichtsbehörden der Länder mit jenen anderer Staaten.